# Devil Seed
Devil Seed è il settimo album in studio del gruppo musicale svedese Wolf, pubblicato nel 2014 dalla Century Media Records.

## Tracce
1. Overture in C Shark – 2:13
2. Shark Attack – 3:27
3. Skeleton Woman – 4:52
4. Surgeons of Lobotomy – 4:09
5. My Demon – 3:59
6. I Am Pain – 3:38
7. Back from the Grave – 4:25
8. The Dark Passenger – 5:35
9. River Everlost – 5:20
10. Frozen – 4:14
11. Killing Floor – 5:21

## Formazione

### Gruppo
- Niklas Stålvind – voce, chitarra
- Simon Johansson – chitarra, voce addizionale
- Anders Modd – basso, voce addizionale
- Richard Holmgren – batteria